# Kościół w Hablingbo
Kościół w Hablingbo – świątynia należąca do diecezji Visby Kościoła Szwecji. Znajduje się w południowej części Gotlandii.

## Architektura
Miejscowy kościół jest jednym z największych na Gotlandii. Pierwotnie w jego miejscu stał kościół klepkowy, wzniesiony najpóźniej na początku XII wieku. Został on zastąpiony przez świątynię romańską, której wieża zachowała się do dziś. Nawa i prezbiterium zostały całkowicie przebudowane w XIV wieku, uzyskując w ten sposób obecny gotycki wygląd. Od tego czasu nie wprowadzono już wielu zmian w architekturze świątyni, jedynie kilka średniowiecznych elementów wyposażenia wnętrza umieszczono w różnych muzeach.
Jak na warunki Gotlandii, kościół jest budowlą dość monumentalną. Co charakterystyczne dla świątyń tej wyspy, w prezbiterium często brakuje wyodrębnionej absydy. Kościół posiada trzy bogato rzeźbione portale. Najstarszy z nich znajduje się po stronie północnej i prawdopodobnie jest pozostałością po poprzednim romańskim kościele. Jego dekoracje stworzył anonimowy rzeźbiarz Majestatis w XII wieku. Znaleźć tu można jedno z pierwszych w sztuce skandynawskiej przedstawień diabła. Portal ten jest wyjątkowy do tego stopnia, że często jest uznawany za jedno z najciekawszych w Szwecji dzieł sztuki romańskiej. Pozostałe portale znajdują się od strony południowej i reprezentują gotyk. Szczególnie ozdobny jest portal główny, zawierający m.in. sceny z życia Maryi. Portale powstały prawdopodobnie w średniowiecznym warsztacie Egypticusa.

## Wnętrze

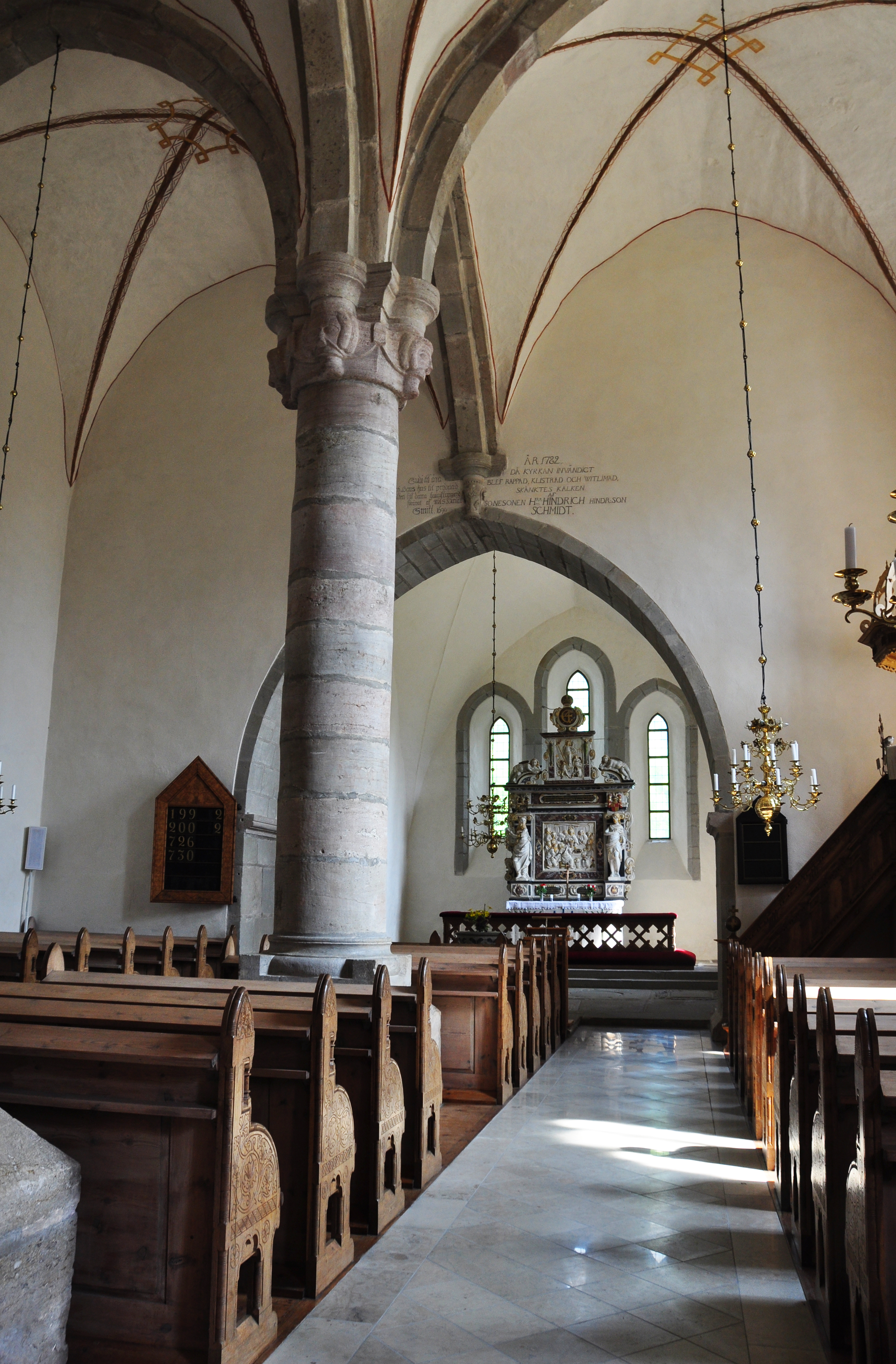
Wnętrze świątyni

Na wewnętrznych ścianach prezbiterium znajdują się pozostałości fresków z XV wieku. Na ścianie wieży można znaleźć namalowany labirynt. Mieści się tu także chrześcijański nagrobek z wyrzeźbionymi runami. Ołtarz reprezentuje styl barokowy i pochodzi z XVII wieku, a jego autorami są Peter van Eghen i jego syn Gert. Ambonę z końca XVII wieku wykonał prawdopodobnie stolarz z Visby, Jochim Sterling. Z XVII wieku pochodzi chrzcielnica, która zastąpiła poprzednią, średniowieczną, mocno zniszczoną. Ławki są neogotyckie, z lat 90. XIX wieku.